# Bijlmermeer (Amsterdam)

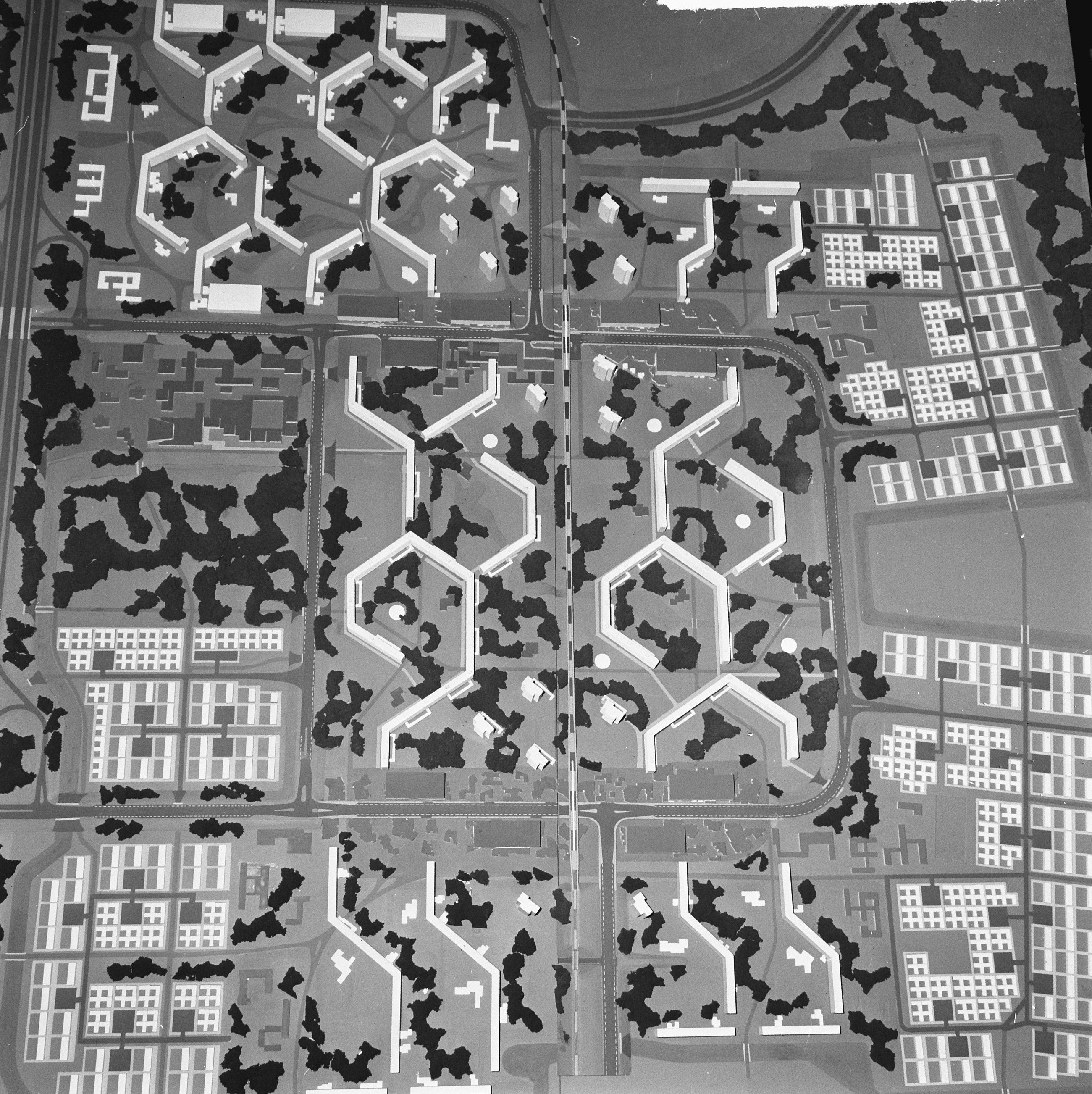
Deel van een maquette van de Zuidoostelijke stadsuitbreiding van Amsterdam, waarop in het midden het huidige Bijlmermuseum-gebied is te zien; 3 juni 1965.

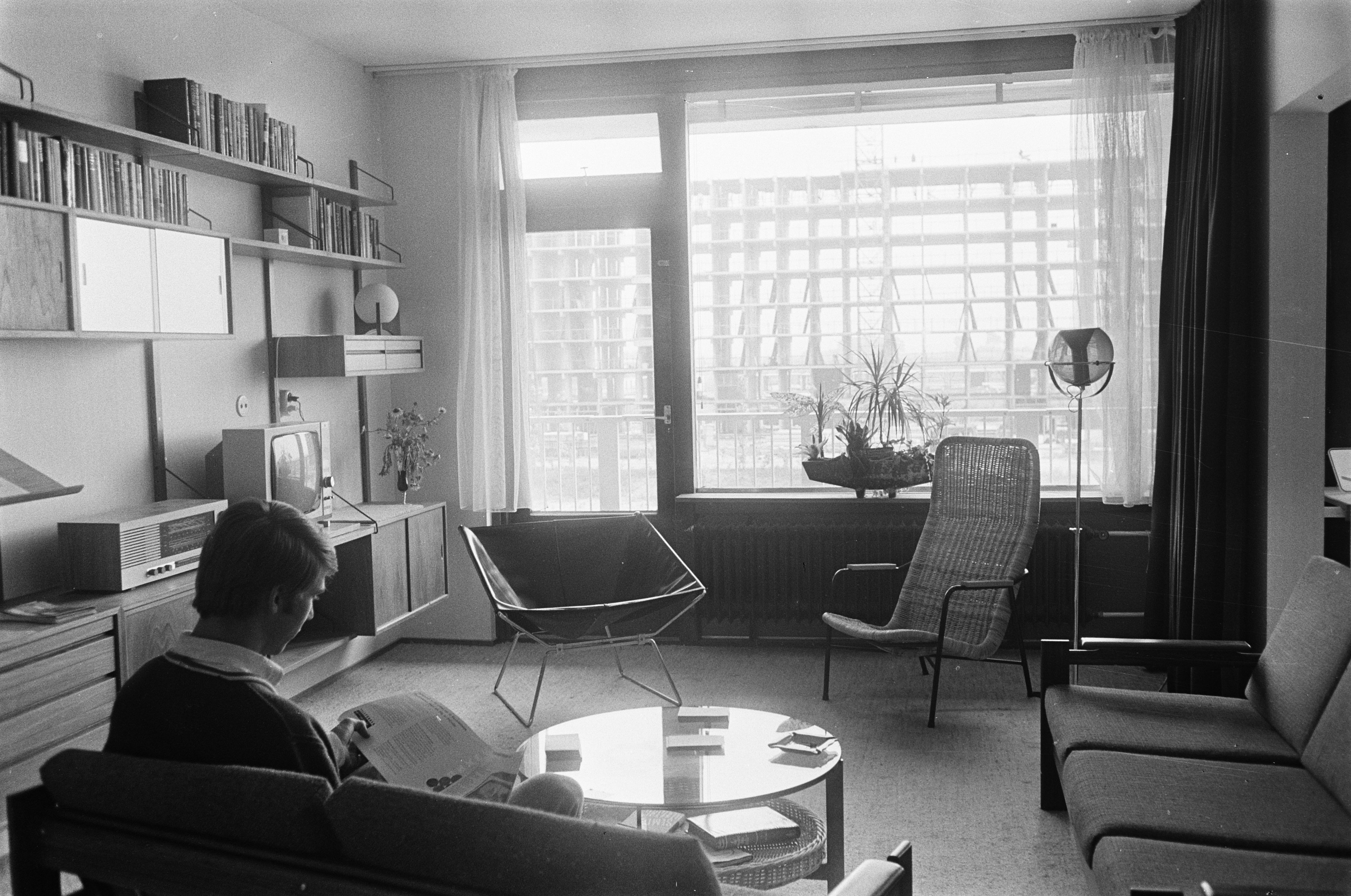
Interieur modelwoning Hoogoord 1968

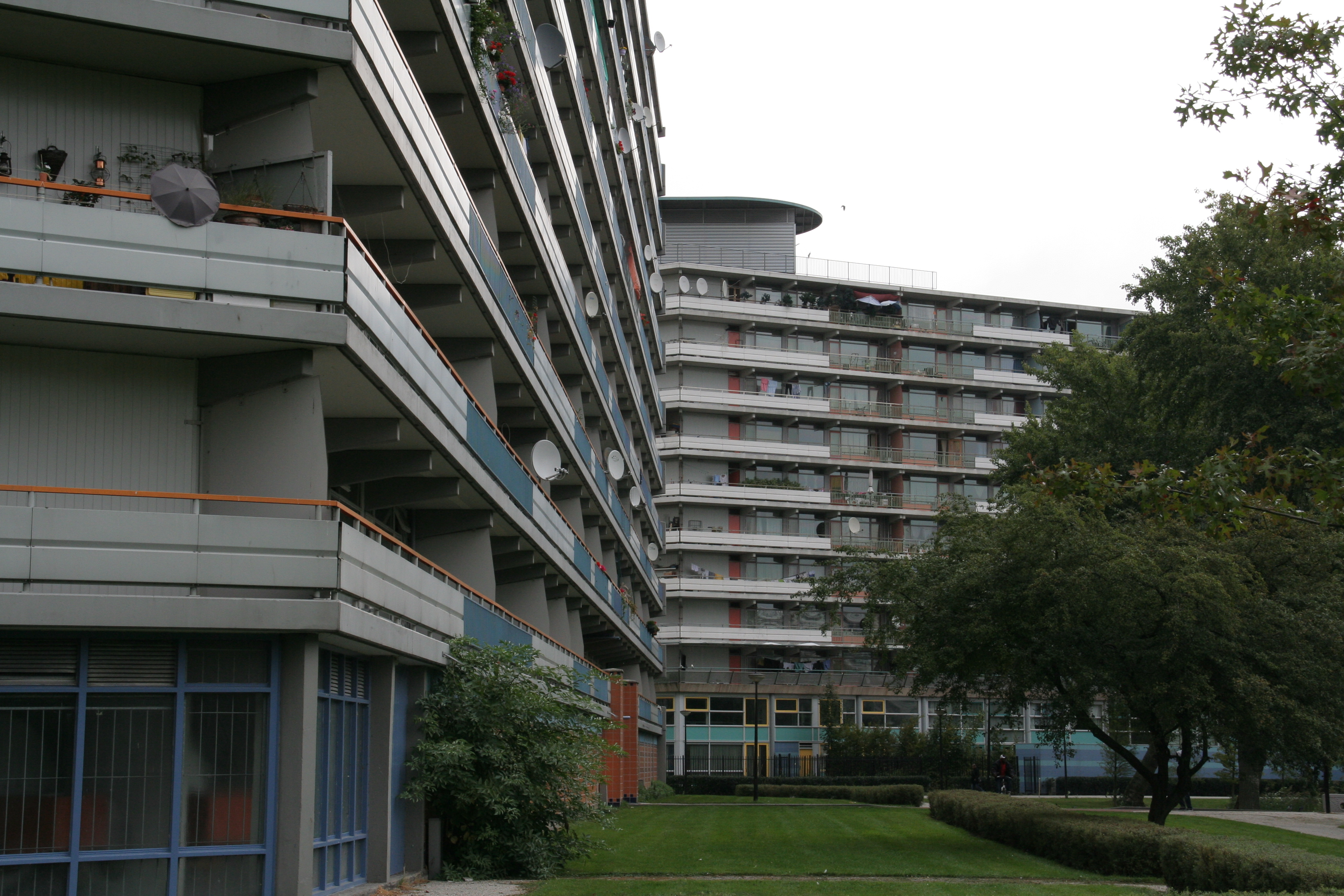
Groeneveen, een van de flats met typische honingraatstructuur in de Bijlmermeer.

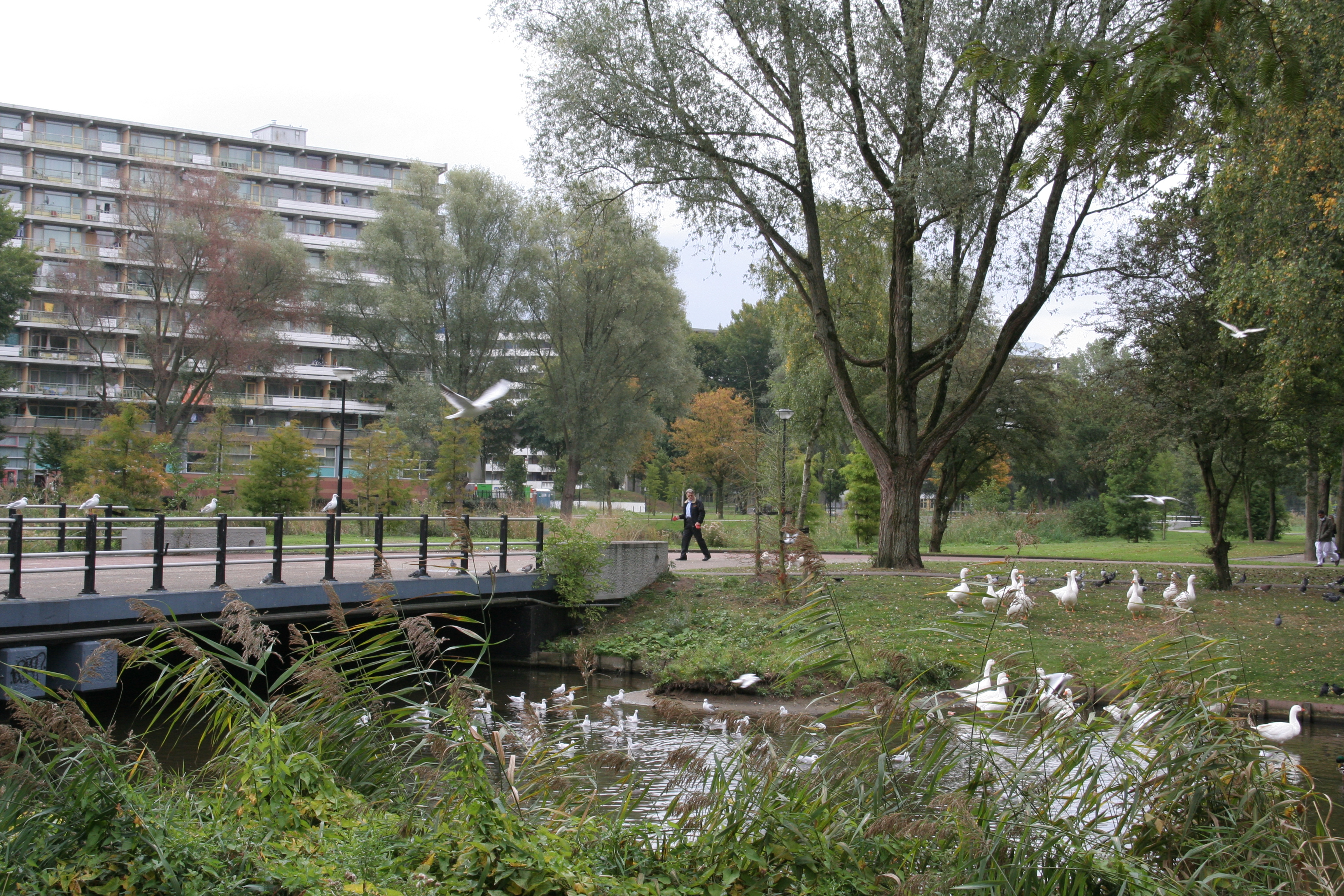
Tussen de originele flats kent de Bijlmermeer grote parken.

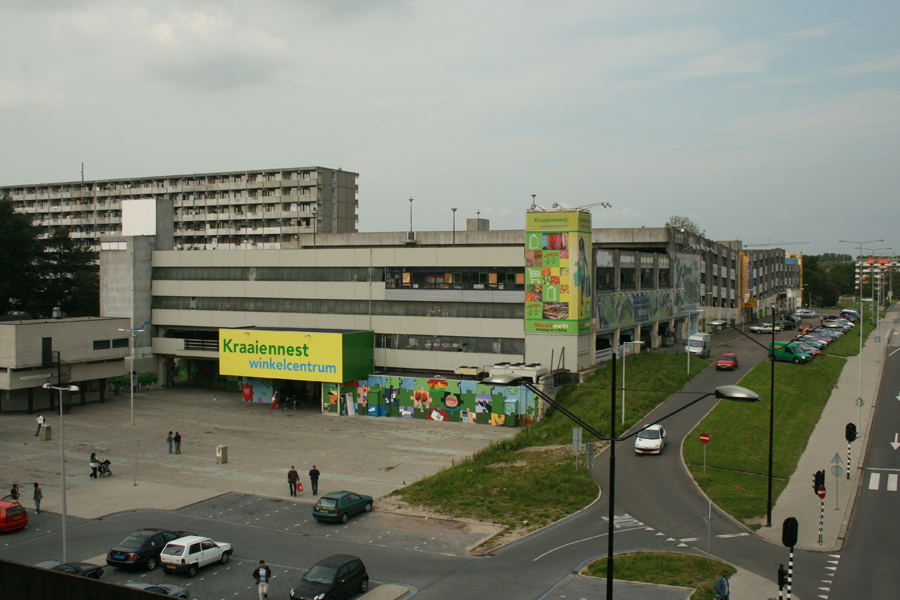
Voormalige parkeergarage Kleiburg met eronder het voormalige winkelcentrum Kraaiennest. Gesloopt in 2013.

De Bijlmermeer (of Bijlmer) is een woonwijk van Amsterdam in stadsdeel Amsterdam-Zuidoost, in de Nederlandse provincie Noord-Holland. In het verleden werd deze wijk voor grotendeels gekenmerkt door hoogbouw van negen verdiepingen, met onderbouw van 2 verdiepingen met binnenstraat en bergingen, voor het grootste gedeelte in een kenmerkende zeskantige honingraatstructuur en veel groen, die hier in de jaren 1968-1975 is verrezen op het grondgebied van de in 1966 voor het grootste deel door Amsterdam geannexeerde gemeente Weesperkarspel. Burgemeester van Hall sloeg op 13 december 1966 de eerste paal. De eerste bewoners konden hun woning betrekken op 25 november 1968 in Hoogoord, in de H-buurt.

## Gebied
De naam Bijlmer is een verkorting van "Bijlmermeer", de naam van het water en na 1626 de droogmakerij op nagenoeg dezelfde plek als de huidige wijk Bijlmer. Het zuidelijke deel is echter gebouwd in de West Bijlmerpolder ten westen en in de Oost Bijlmerpolder ten zuiden van de Bijlmermeer. Het is ruwweg het gebied begrensd door de Weespertrekvaart, Gaasperdammerweg (A9), spoorlijn Amsterdam-Utrecht en Daalwijkdreef. Overigens wordt de naam Bijlmer(meer) als pars pro toto gebruikt voor heel stadsdeel Zuidoost.
Organisatorisch bestaat de Bijlmer uit hetzelfde gebied tussen Diemen, A9, spoorlijn en Weespertrekvaart, inclusief de Venserpolder. Het CBS onderscheidt Bijlmer-Oost en Bijlmer-Centrum, met als grens de Gooiseweg (s112). Aan de noordzijde behoort het woongedeelte van de Venserpolder (ten westen van de Dubbelinkdreef) tot de Bijlmer, ten oosten hiervan (en ten noorden van de Daalwijkdreef) behoort het bedrijventerrein tot de gemeente Diemen.

## Buurten
De Bijlmer is weer onderverdeeld in een aantal buurten, die met een letter worden aangeduid. De meeste straten en flats in deze buurten hebben een naam die met deze letter begint. Dit principe is ook toegepast in de rest van Zuidoost, maar minder consequent. Ook in de nieuwe laagbouwbuurten van de Bijlmer is deze benaming soms losgelaten. De buurten zijn:
- A-buurt Bijlmer-Centrum, ook wel bekend als Venserpolder, ten westen van de Dubbelinkdreef, ten noorden van de Agatha Christiesingel en Dostojevskisingel.
- B-buurt Bijlmer-Centrum, ook wel bekend als Strandvliet, ten westen van de Dolingadreef, ten noorden van de Burgemeester Stramanweg, ten zuiden van de A-buurt.
- D-buurt Bijlmer-Centrum, rond de Daalwijkdreef, ten westen van de Gooiseweg (S112)
- E-buurt Bijlmer-Oost, rond de Daalwijkdreef, ten oosten van de Gooiseweg (S112)
- F-buurt Bijlmer-Centrum, rond de Bijlmerdreef, ten westen van de Gooiseweg (S112)
- G-buurt Bijlmer-Oost, ook wel bekend als Ganzenhoef, rond de Bijlmerdreef, ten oosten van de Gooiseweg (S112) en Geerdinkhof.
- H-buurt Bijlmer-Centrum, rond de Karspeldreef, ten westen van de Gooiseweg (S112)
- K-buurt Bijlmer-Oost, ook wel bekend als Kraaiennest, rond de Karspeldreef, ten oosten van de Gooiseweg (S112) en Kantershof

In de rest van Zuidoost zijn er de L-, M-, N-, P-, R-, S-, T-, V-, en W-buurt. Deze liggen ten zuiden van de A9 (Gaasperdammerweg) in de wijk Gaasperdam die vanaf het einde van de jaren zeventig werd gebouwd. Gaasperdam is onderverdeeld in de wijken Holendrecht, Nellestein, Reigersbos en Gein.

## Flatgebouwen
De Bijlmermeer werd gekenmerkt door zijn hoogbouwflats in honingraatstructuur. Bij de vernieuwing van de Bijlmer hebben de meeste hoogbouwflats plaatsgemaakt voor laag- en nieuwbouw. Sommige flats, of (kleine) delen daarvan, zijn aan de sloop ontkomen en grondig gerenoveerd.
Zo zijn bij de flats de kelderboxen op de begane grond aangepast, de binnenstraten transparanter gemaakt (of verwijderd), alle droogloopbruggen verwijderd, buitengevels (grotendeels) vervangen, (semi-)openbare ruimte aangepakt en bijna alle parkeergarages gesloopt. Alleen in de H-buurt staan de flats, die in een iets andere opzet zijn gebouwd maar vergelijkbaar met het honingraatmodel nog allemaal overeind.

Onderstaande flatgebouwen zijn gespaard gebleven bij de vernieuwing van de Bijlmermeer op alfabetische (buurt)volgorde:
| Klein-Daalwijk     |                                                                   |
| Noord-Echtenstein  | Leger des Heils en studentenflat                                  |
| Klein-Fleerde      | Alleen het voorstuk bij liftportiek 1/A staat nog                 |
| Florijn            | Alleen Noord en Zuid gespaard gebleven                            |
| Klein-Frissenstein | Alleen het voorstuk bij liftportiek 1/A staat nog                 |
| Geldershoofd       | Voorheen Gliphoeve I Totale renovatie vanaf 2024                  |
| Gravestein         | Voorheen Gliphoeve II Totale renovatie vanaf 2024                 |
| Gooioord           | Bijlmermuseum                                                     |
| Gouden Leeuw       |                                                                   |
| Groeneveen         | Bijlmerramp 1992 320 flatwoningen gespaard gebleven Bijlmermuseum |
| Groenhoven         |                                                                   |
| Grubbehoeve        | Bijlmermuseum                                                     |
| Haag en Veld       |                                                                   |
| Haardstee          |                                                                   |
| Hakfort            |                                                                   |
| Hofgeest           |                                                                   |
| Hogevecht          |                                                                   |
| Hoogoord           | Eerste woongebouw in de Bijlmermeer                               |
| Huigenbos          |                                                                   |
| Kempering          | Alleen de toren staat nog                                         |
| Kikkenstein        | Bijlmermuseum                                                     |
| Kleiburg           | Bijlmermuseum Bekend als de klusflat (DeFlat)                     |
| Klieverink         | Alleen de toren staat nog                                         |
| Kouwenoord         | Alleen de toren staat nog                                         |
| Kralenbeek         | Alleen de toren staat nog                                         |
| Groot-Kruitberg    | Bijlmermuseum                                                     |

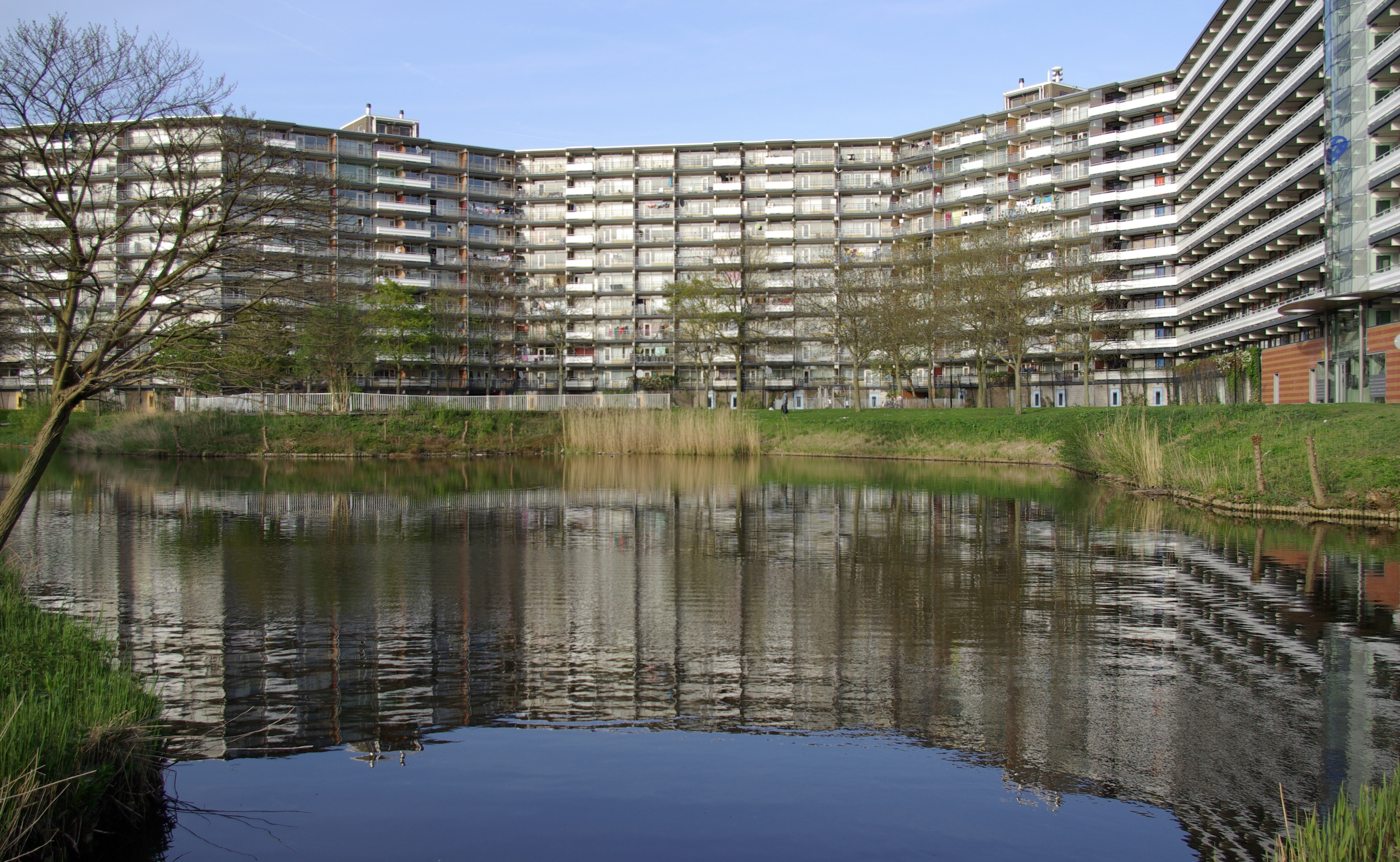
Bijlmerflat Hakfort in de H-buurt. De hoogbouw in de H-buurt wordt gekenmerkt door rechte of juist meervoudig onregelmatig geknikte flats, terwijl in de rest van de Bijlmermeer de hoogbouw uit honingraatflats bestond.

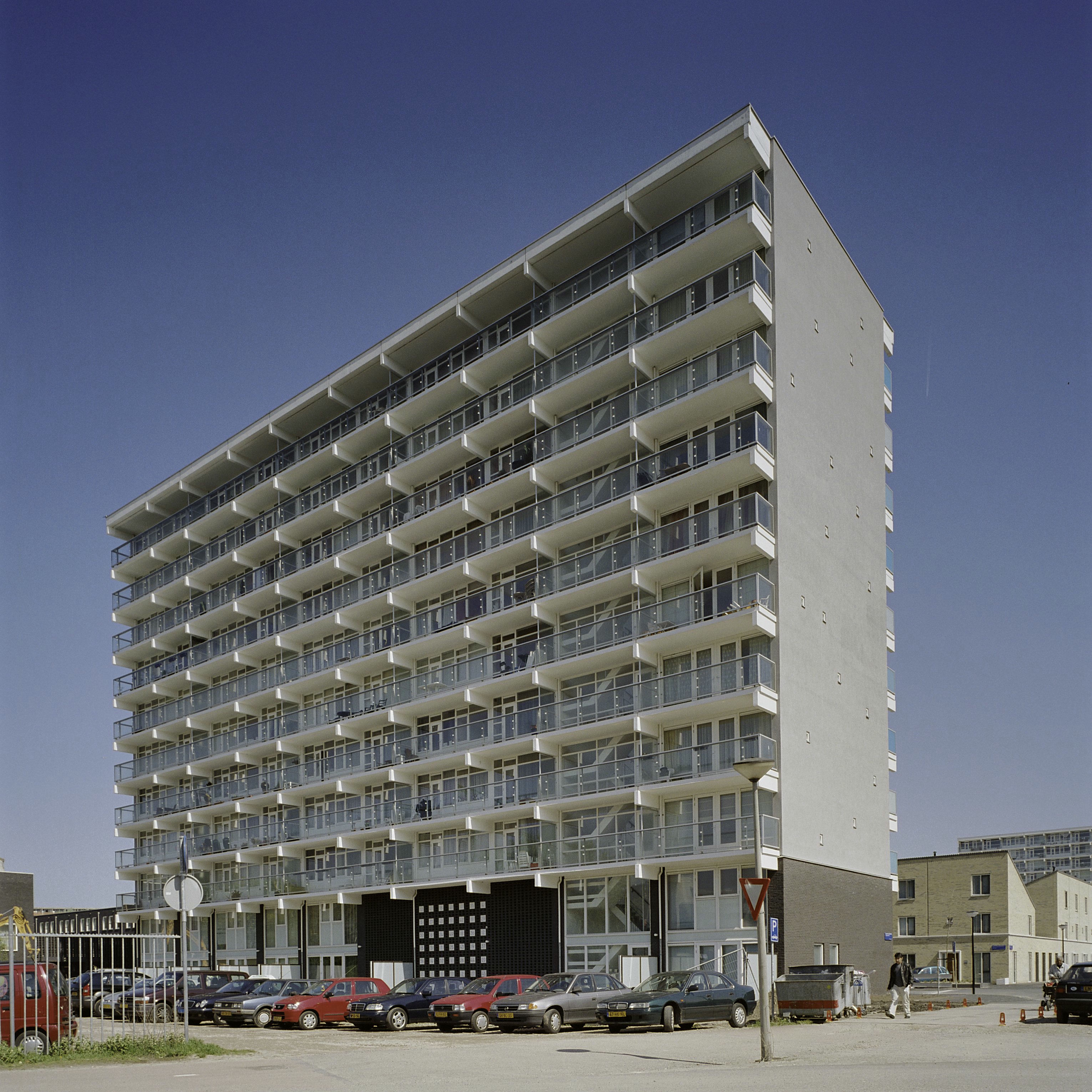
Klein-Frissenstein voorstuk liftportiek 1/A na grondige sloop en renovatie in 2005.

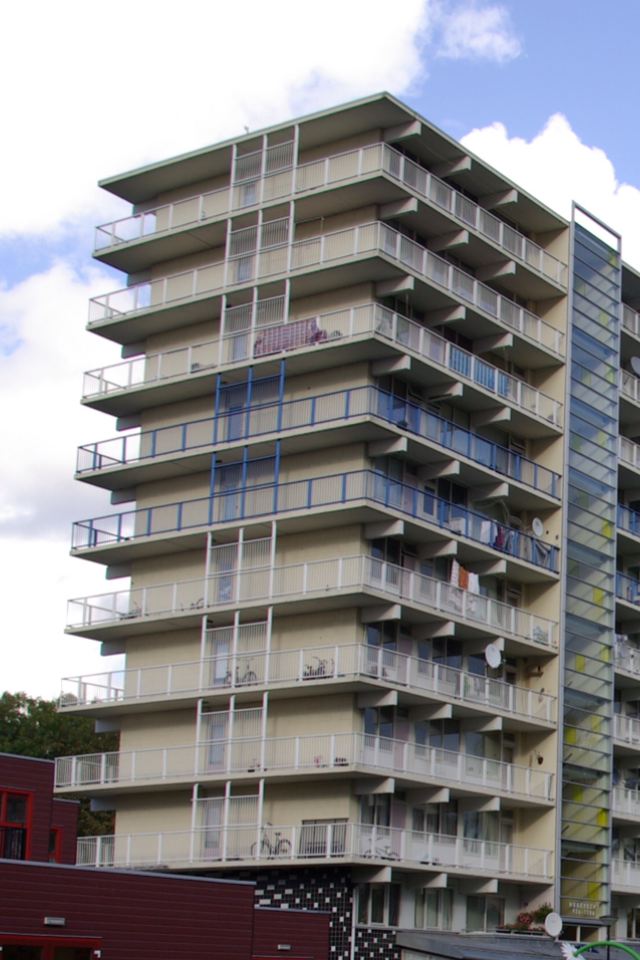
Bijlmerflat Hogevecht in de H-buurt - vier van de flats in de H-buurt bestaan elk uit twee rechte flats, niet met elkaar verbonden en lichtelijk versprongen, de hoekwoningen hebben eveneens een balkon rondom, wat alleen in deze rechte type flats is gerealiseerd.

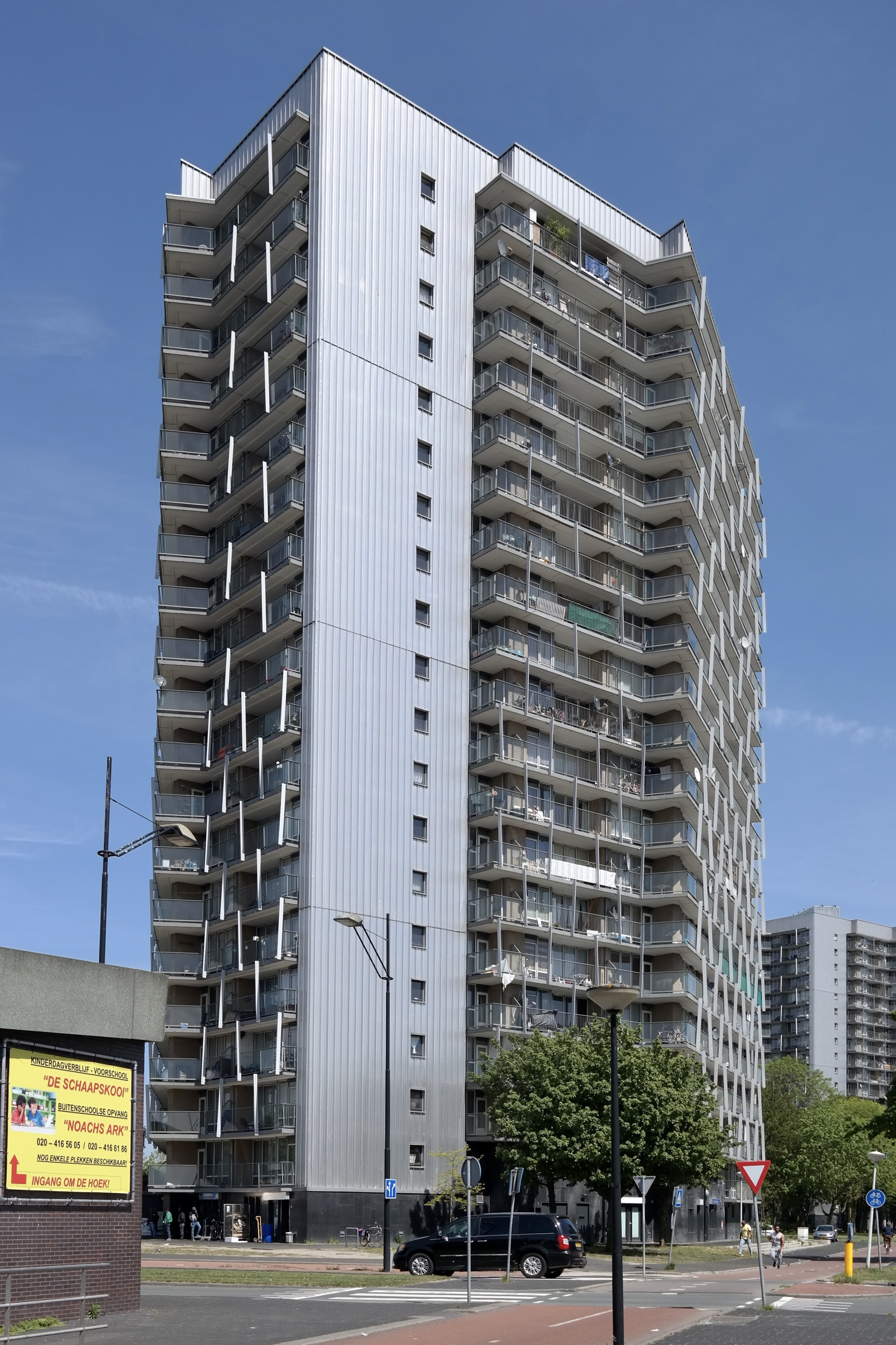
Gerenoveerde torenflat "Klieverink" aan de straat Kraaiennest

Alleen de flats Gouden Leeuw, Groenhoven en de later en naar ander ontwerp gebouwde Haardstee,  Hoptille en Heesterveld zijn niet grondig gerenoveerd.
Bij Geldershoofd en Gravestein wordt vanaf 2024 een totale renovatie verwacht die meerdere jaren gaat duren.
Onderstaande flatgebouwen, allen in honingraatmodel, zijn gesloopt en in veel gevallen vervangen door nieuwbouw:
| Groot-Daalwijk     |                                                                       |
| Dennenrode         |                                                                       |
| Develstein         | Garage in gebruik als World of Food                                   |
| Zuid-Echtenstein   |                                                                       |
| Eeftink            |                                                                       |
| Egeldonk           |                                                                       |
| Groot-Fleerde      |                                                                       |
| Florijn            | Middensegment tussen Noord en Zuid gesloopt                           |
| Groot-Frissenstein |                                                                       |
| Geinwijk           |                                                                       |
| Gerenstein         |                                                                       |

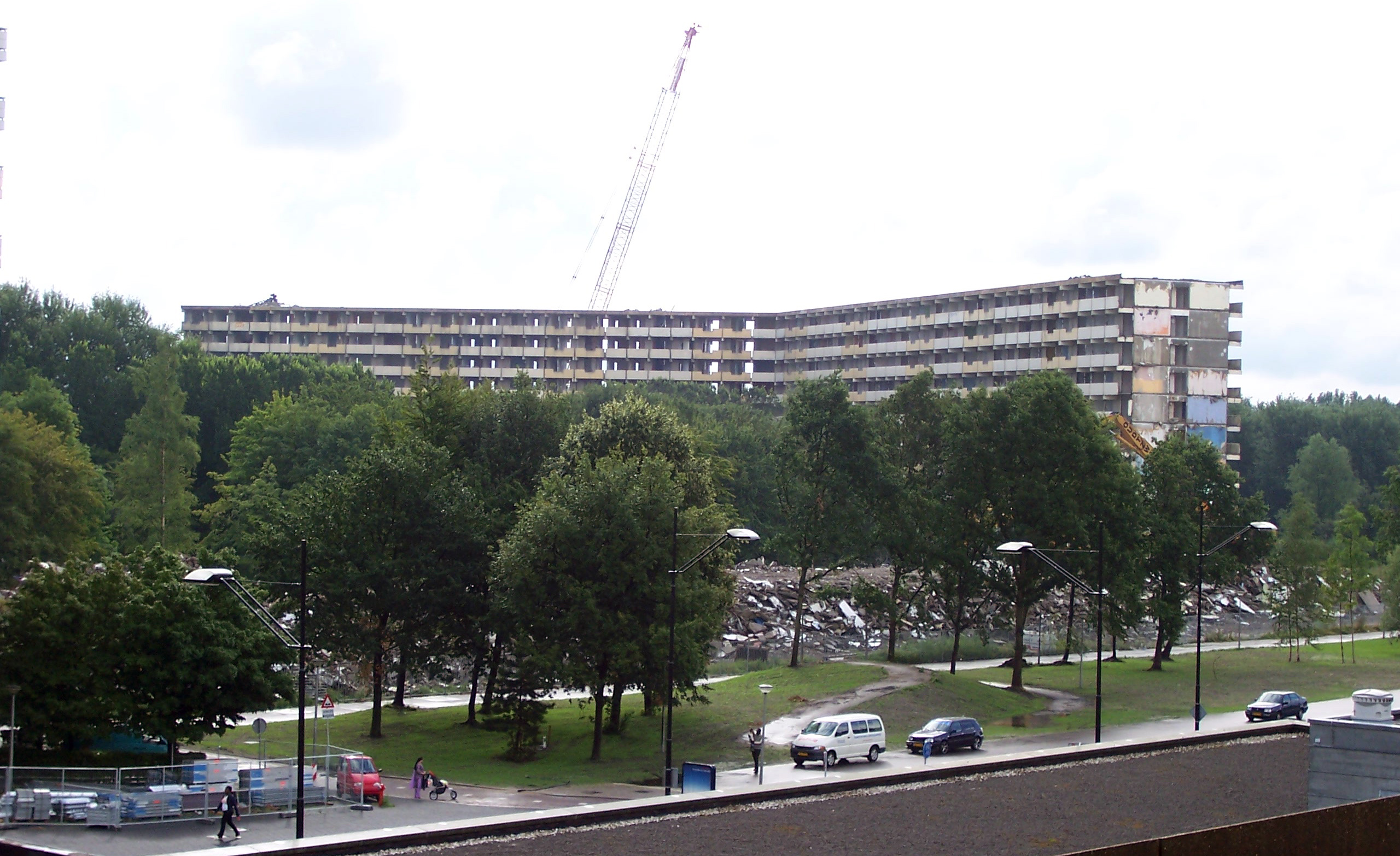
Sloop van een Bijlmerflat.

| Groeneveen         | Bijlmerramp 1992 161 appartementen verwoest en gesloopt Bijlmermuseum |
| Grunder            | Bijlmermuseum                                                         |
| Hakfort            | 100 appartementen (laatste segment) gesloopt                          |
| Kempering          | Alleen de honingraatflat is gesloopt                                  |
| Kouwenoord         | Alleen de honingraatflat is gesloopt                                  |
| Koningshoef        | Bijlmermuseum                                                         |
| Klieverink         | Alleen de honingraatflat is gesloopt                                  |
| Kralenbeek         | Alleen de honingraatflat is gesloopt                                  |
| Klein-Kruitberg    | Bijlmerramp 1992 Geheel verwoest en gesloopt                          |

Een aantal nieuwbouwprojecten vooral in de D-buurt en K-buurt hebben jaren vertraging opgelopen en zijn nog niet afgerond of gestart.

## Winkelcentra
Tot 1975 moest de Bijlmermeer het stellen met het tijdelijke Aanloopcentrum. Rond 1975 werden er echter een drietal winkelcentra geopend onder een dreef en een parkeergarage waar vrijwel geen daglicht kon doordringen. Het betrof het Fazantenhof, Ganzenhoef en Kraaiennest. In 1986 werd het hoofdwinkelcentrum de Amsterdamse Poort geopend waarna het Fazantenhof werd gesloten en afgebroken. In het kader van de vernieuwing van de Bijlmermeer werd Ganzenhoef vervangen door het nieuwe winkelcentrum Ganzenpoort en in 2012 werd het winkelcentrum Kraaiennest vervangen door het nieuwe winkelcentrum de Kameleon.

## Geschiedenis

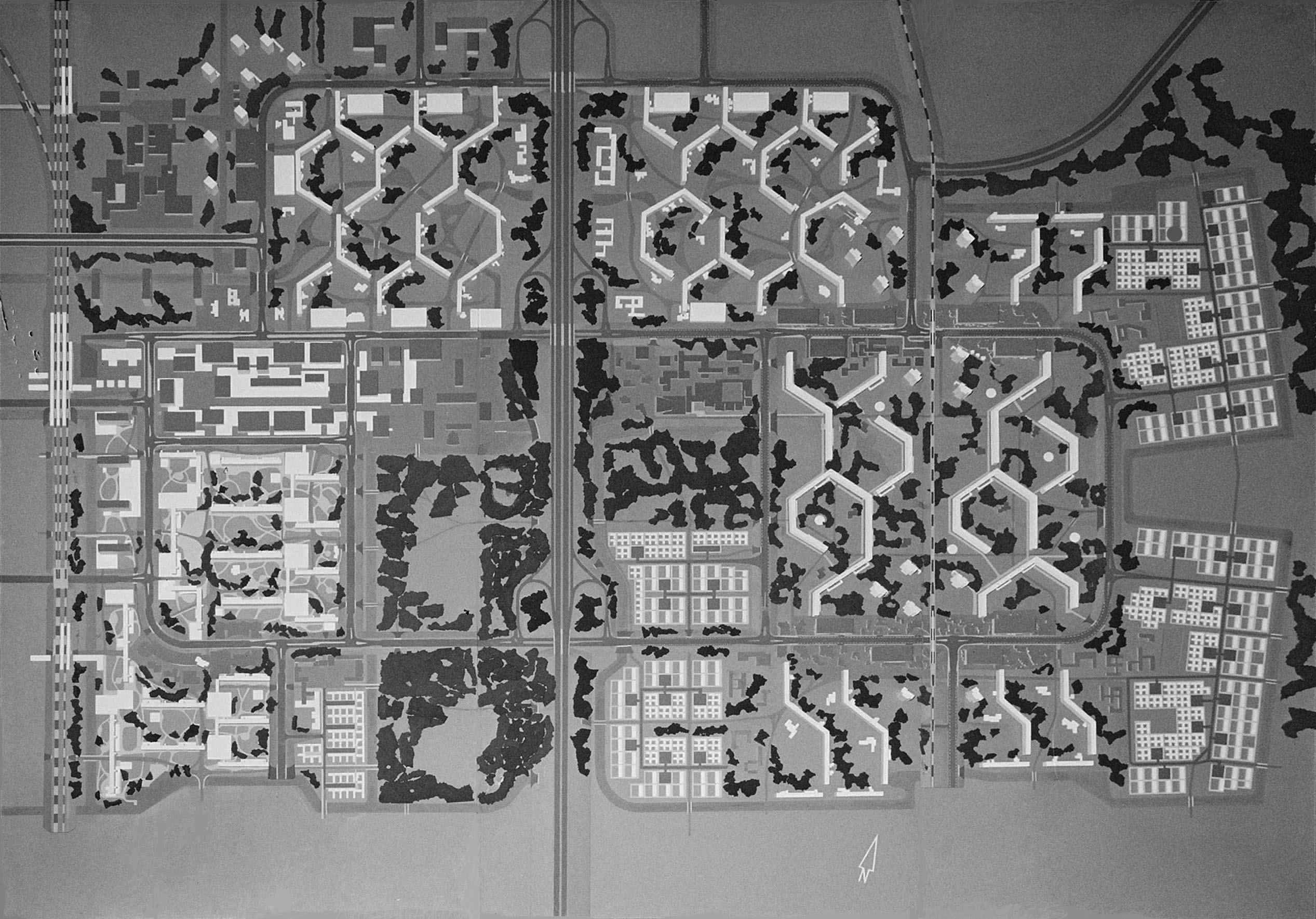
Bijlmermeer structuurplan 1965 (Siegfried Nassuth).

De bouw van de Bijlmer startte in 1966. Het ontwerp voor de wijk, vervaardigd door een team van de afdeling Stadsontwikkeling van de Amsterdamse Dienst der Publieke Werken onder leiding van architect en stedenbouwkundige Siegfried Nassuth, werd geïnspireerd door de functionele stad-ideeën van de CIAM en de Zwitserse architect Le Corbusier.
Het was een voor die tijd vooruitstrevend concept dat een strikte scheiding tussen wonen, werken en recreëren kende. Onderdeel van de filosofie is ook de scheiding van auto-, fiets- en voetgangersverkeer, die in de oorspronkelijke planologie van de Bijlmermeer strikt uitgewerkt was. Het idee achter het scheiden van de verkeersstromen was het voorkomen van verkeersongevallen en het tegengaan van verrommeling; de moderne mens had - volgens Le Corbusier - recht op een rustige groene woonomgeving zonder verkeer.
Een andere inspiratiebron voor het ontwerp van de Bijlmer was de Nederlandse architectuurstroming structuralisme uit de jaren 1960. In drie artikelen over het structuralisme (nl+en+de) is de Bijlmer gepubliceerd onder de titel "Woonwijkstructuren, groot- en kleinschalig" samen met de sterrenwijk in Berkel en Rodenrijs en de wijk Rozendaal in Leusden. Verder wordt de eerder gebouwde honingraatstructuur van het Zwitserse paviljoen tijdens de Expo 58 in Brussel genoemd. Als voorbeeld van een grootschalige woonwijkstructuur is het situatieplan van de bekende woonwijk Park Hill in Sheffield opgenomen, die van 1957-61 gebouwd werd.
De eerste paal voor de woningbouw in de Bijlmermeer werd geslagen op 13 december 1966 door burgemeester Gijs van Hall. De eerste woningen werden op 25 november 1968 opgeleverd in Hoogoord, in de H-buurt.

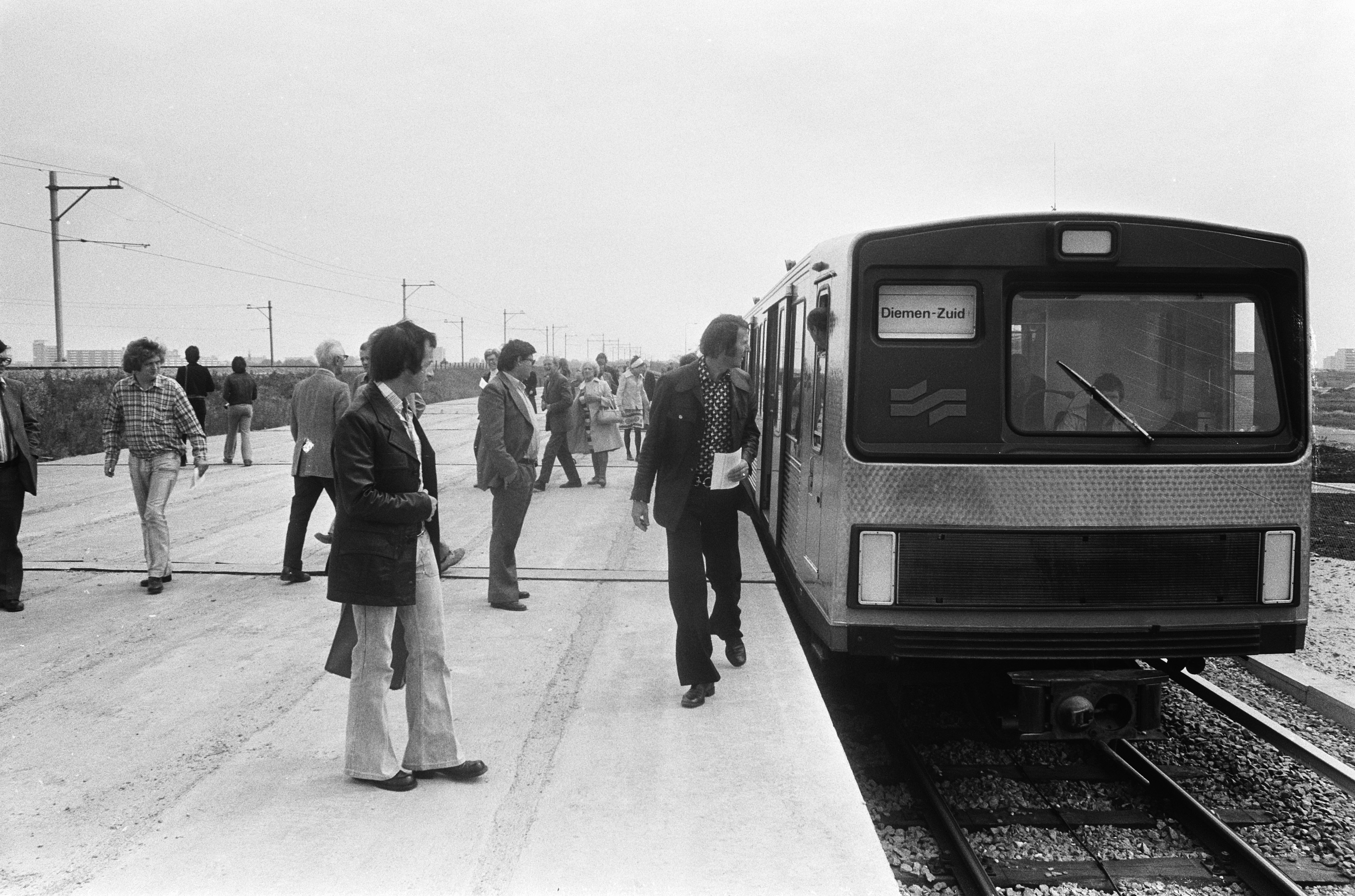
Amsterdammers maken een kennismakingsritje met de metro in Diemen Zuid, twee jaar voor de opening; reizigers bij het in- en uitstappen; 14 juni 1975.

In de jaren zeventig werd de eerste metrolijn van Amsterdam aangelegd van het Centraal Station naar de Bijlmermeer. Deze lijn werd geopend op 14 oktober 1977, de (latere) lijnen 53 (Gaasperplaslijn) en 54 (Geinlijn). In 1997 opende metrolijn 50 (Ringlijn). Deze gaat vanuit Gein (in Gaasperdam) langs de Bijlmer naar Isolatorweg in het Westelijk Havengebied. Station Amsterdam Bijlmer ArenA (oorspronkelijk geopend in 1971/1976) werd tussen 2000 en 2007 op grote schaal vervangen en uitgebreid.

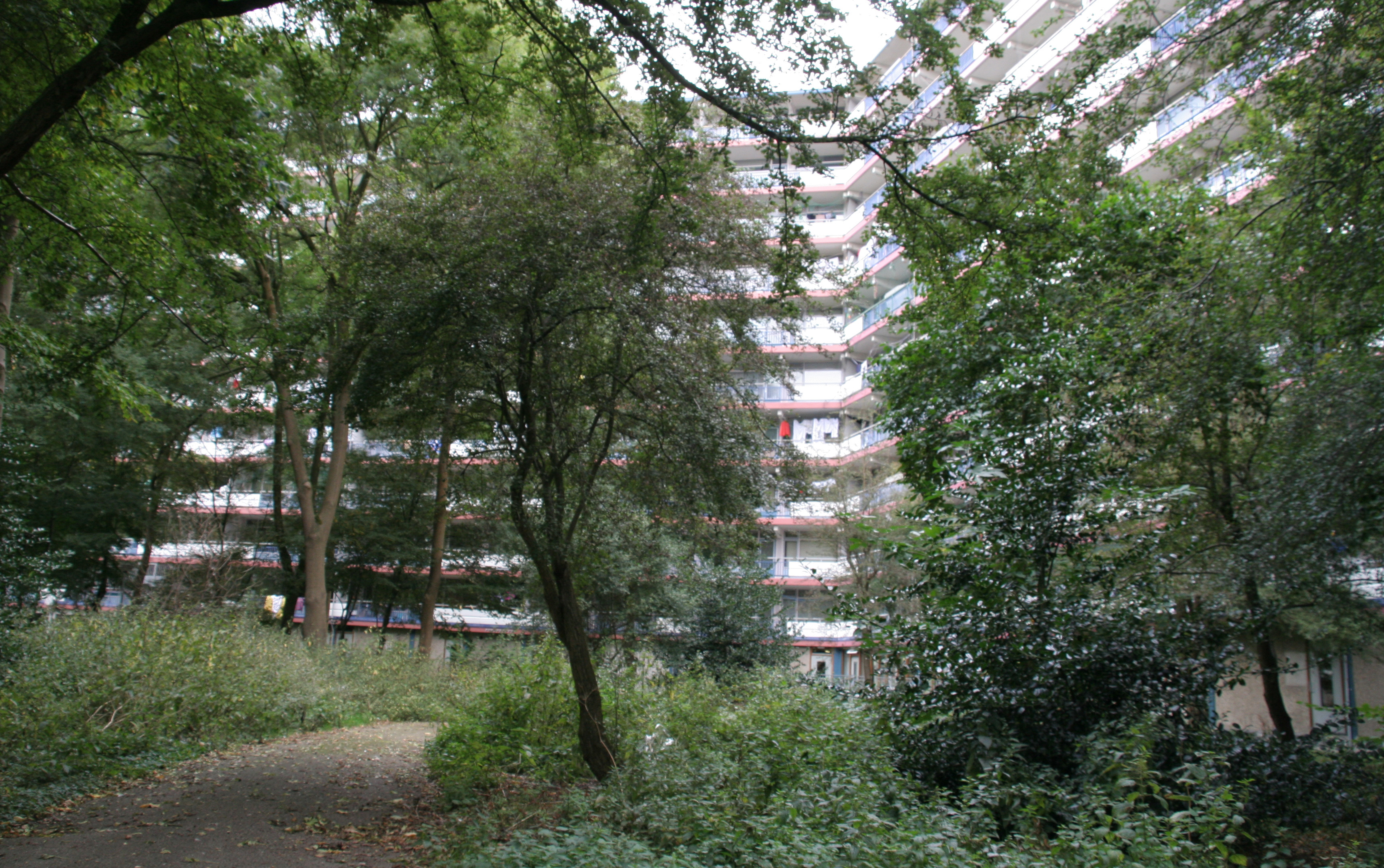
Kikkenstein in 2009, nog niet gerenoveerd en met een verwaarloosd park.

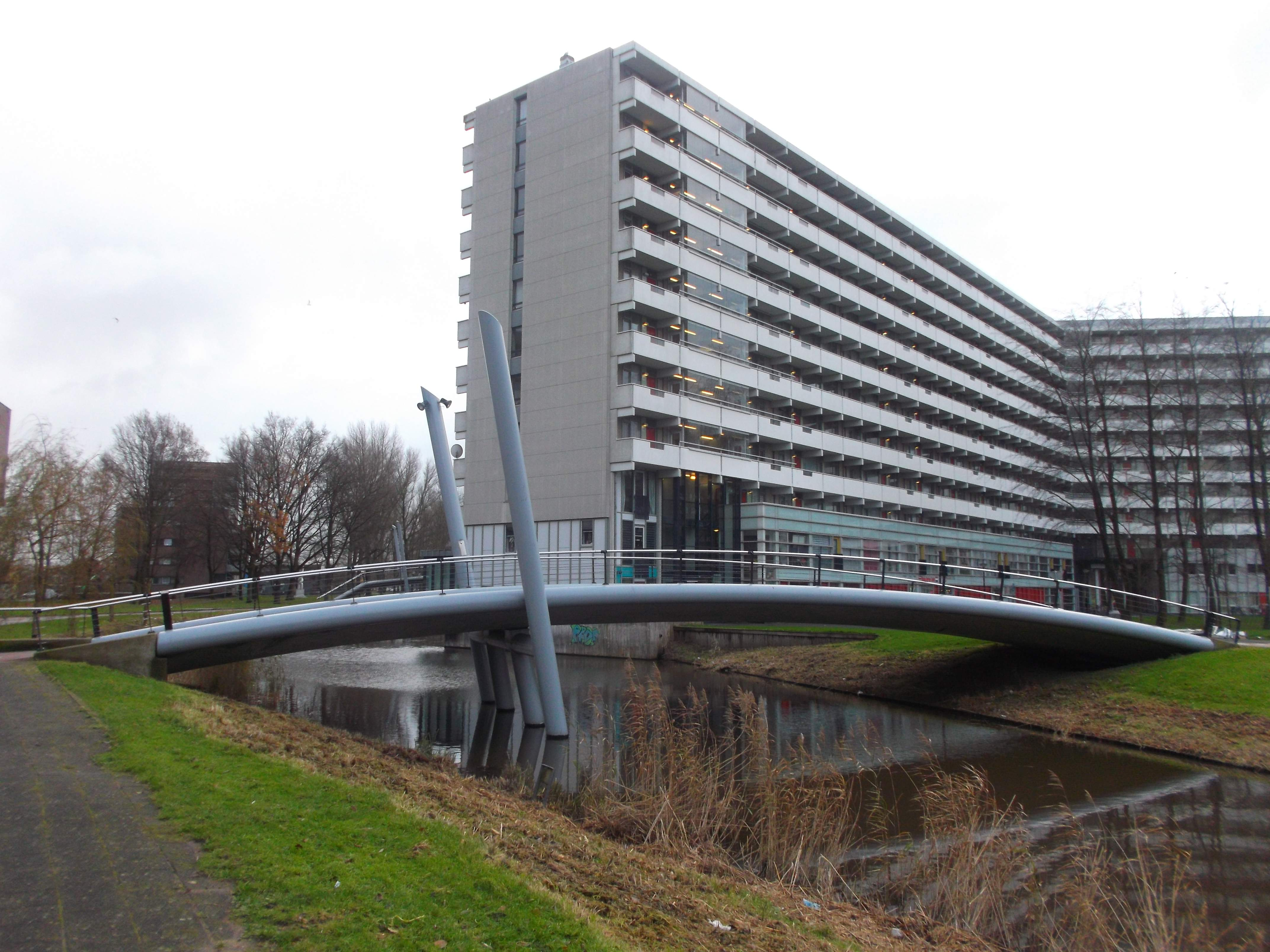
Moderne fietsers- en loopbrug bij de in 2004-2008 gerenoveerde Grubbehoeve, foto: 5 december 2017.

De Bijlmermeer was gebouwd als 'modelwijk', dé wijk voor de moderne mens. Dit kwam niet overeen met de praktijk: de Bijlmermeer werd al binnen tien jaar na de bouw landelijk bekend vanwege sociale problemen. Doordat het voorzieningenniveau in de wijk achterbleef bij de verwachtingen ten tijde van de bouw en doordat de moderne, ruime flats moesten concurreren met nieuwe eengezinswoningen elders in de regio, bleven de Amsterdamse gezinnen waarvoor de wijk gebouwd was weg. In het ontwerp voor de Bijlmer ontbrak het aan diversiteit in het woningaanbod, waardoor het gevoelig was voor ontwikkelingen in de Amsterdamse woningmarkt.
Begin jaren 70 trokken Surinamers (voor de onafhankelijkheid van Suriname nog Nederlandse staatsburgers) in groten getale naar Nederland. De meesten van hen trokken naar de grote steden, waar zij echter door huisbazen en stadsbesturen uit de wijken geweerd werden. Een deel van de door leegstand geplaagde Bijlmer, met name de flat Gliphoeve I, stond aanvankelijk wel open voor bewoning door Surinamers. Toen deze naar de Bijlmer begonnen te komen werd dit beleid door de woningcorporaties ingetrokken en begonnen woningloze Surinamers in 1974, met steun van de Amsterdamse kraakbeweging, de lege appartementen in gebruik te nemen. Hun situatie werd na druk op het stadsbestuur gelegaliseerd.
Op termijn trad echter verloedering op: bepaalde plekken in de Bijlmermeer werden geplaagd door werkloosheid, criminaliteit en drugsoverlast. Bovendien bleek het ten tijde van het ontwerp zo moderne idee van de functionele stad minder goed uit te pakken dan verwacht. De strikte scheiding tussen wonen, werken en recreatie zorgde ervoor dat sommige delen van de Bijlmer na het vallen van de avond veranderden in verlaten spooksteden. De scheiding van verkeerssoorten leidde tot een gebrek aan sociale controle en tot onveilige looproutes door het welige groen.
Destijds werd het gebied ten zuiden van de huidige A9, dat tegenwoordig als Gaasperdam bekendstaat, aangeduid als de Zuid Bijlmer. Daarin was oorspronkelijk eveneens hoogbouw gepland: tien verdiepingen in het plandeel Holendrecht en iets lagere hoogbouw van zes verdiepingen in de plandelen Reigersbos en Gein. Gewijzigde inzichten leidden ertoe dat deze hoogbouw alsnog werd geschrapt. In plaats daarvan werden er wijken met middelhoogbouw en laagbouw gerealiseerd.

### De Bijlmerramp
De Bijlmerramp van 4 oktober 1992 kostte naar schatting 43 mensen het leven. Een vrachtvliegtuig type Boeing 747-258F van de Israëlische maatschappij El Al stortte neer op de flats Groeneveen en Klein-Kruitberg. De gebeurtenis maakte diepe indruk in heel Nederland en kreeg een lange nasleep. Op de plek van de ramp is in 1996 een monument opgericht.
De geschiedenis van de Bijlmermeer vanaf de ontwerpfase tot aan de Bijlmerramp wordt in verhaalvorm verteld in de roman Vluchtwegen van Michiel van Kempen.

## Veelkleurige wijk
De Bijlmermeer is sinds 1987 onderdeel van het stadsdeel Amsterdam-Zuidoost, waar het ten zuiden van de A9 gelegen Gaasperdam en het landelijk gelegen dorp Driemond langs het Amsterdam-Rijnkanaal ook deel van uitmaken. Het staat bekend als een smeltkroes van culturen. Nederlanders, Surinamers, Antillianen en Ghanezen maken het grootste deel van de bevolking uit, maar vele andere nationaliteiten zijn er ruim vertegenwoordigd. In totaal zijn er mensen van meer dan 130 nationaliteiten woonachtig in de Bijlmer. Rond het Bijlmerplein bevindt zich het belangrijkste winkelcentrum de Amsterdamse Poort (dat overloopt in de Johan Cruijff Boulevard).
Een belangrijk jaarlijks evenement in de zomer is het Kwaku Summer Festival in het Nelson Mandelapark (tot 23 oktober 2014: Bijlmerpark). Een ander evenement is Breathing Bijlmer Festival, waarbij nieuw talent uit de muziek, dichtkunst en beeldende kunst gepresenteerd wordt.
In maart 2007 werden enkele plekken in de Bijlmer aangewezen als een probleemwijk, dit heeft met name betrekking op de Bijlmermeer-Oost, wijk E, G en K (zie: Vogelaarwijk), waardoor zij extra aandacht en geld hebben ontvangen. Door de komst van vele studenten en kunstenaars ontworstelt de Bijlmer zich in rap tempo van haar negatieve imago tot een gewilde woonplek.
Er zijn sinds kort vestigingen van het ROC van Amsterdam en de Hogeschool van Amsterdam, ook is er een Centrum Beeldende Kunst (CBK). Nabij metrostation Ganzenhoef is het Cultureel Educatief Centrum gebouwd. Ook de Spinozacampus ligt in de D-buurt.
Een bekende zorgverlener in de wijk was verloskundige Henna Playfair (1953–2023), die gedurende drie decennia duizenden vrouwen in de Bijlmer begeleidde tijdens hun zwangerschap en bevalling. In het bijzonder stond ze zwangere tieners en zwangere vrouwen zonder verzekering of verblijfsvergunning bij, waarbij ze samenwerkte met Dokters van de Wereld. Playfairstond bekend om haar doortastende aanpak en betrokkenheid bij sociaal kwetsbare vrouwen. In samenwerking met het Amsterdam UMC zette zij zich in voor de bestrijding van vroeggeboorte in de wijk. Ze werd na haar overlijden in 2023 door velen herdacht als “de vroedvrouw van Zuidoost”. Haar levenswerk wordt voortgezet in het project dat haar naam draagt, gericht op een betere start voor de meest kwetsbare kinderen van Amsterdam.

## Vernieuwing

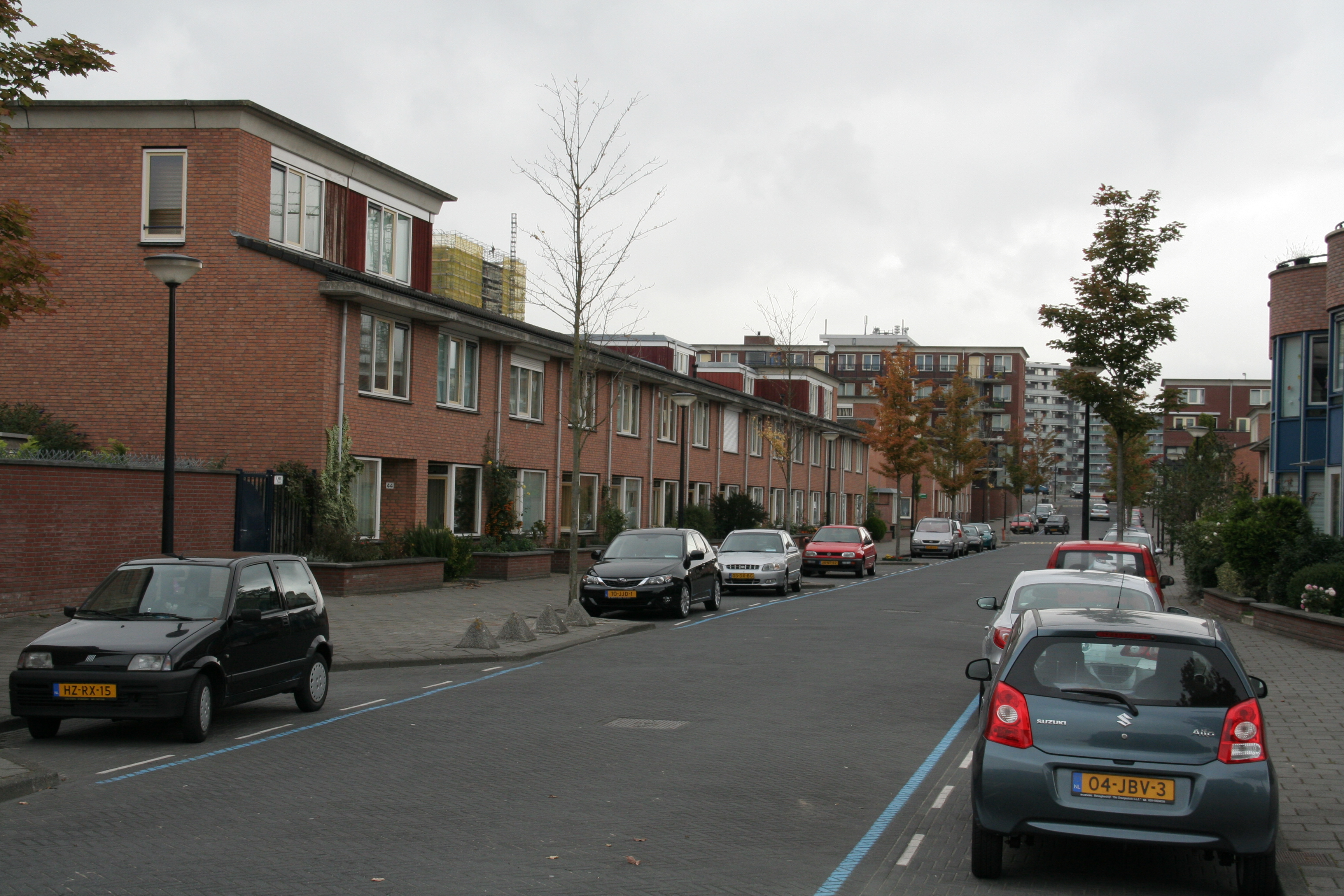
In de jaren 90 en 00 zijn in grote delen van de Bijlmermeer eengezinswoningen gebouwd.

In de jaren negentig werd een grootscheepse vernieuwingsoperatie in gang gezet die inmiddels een heel eind gevorderd is. Een groot gedeelte van de hoogbouw is gesloopt en vervangen door kleinschaliger woningen, waaronder veel huisvesting in de koopsector. De resterende flats worden grondig gerenoveerd. Daarnaast zijn veel van de oorspronkelijk verhoogde wegen (de 'dreven') vervangen door wegen op maaiveld, door afgraving van de dijken en sloop van de viaducten. Bijna alle parkeergarages uit de oorspronkelijke opzet zijn daarbij ook afgebroken.

Stadsvernieuwing in de Bijlmermeer. Van de oorspronkelijke honingraatflats staan alleen de rode nog, de grijze zijn gesloopt. De groene dreven zijn verlaagd tot maaiveldniveau, de mintgroene dreven zijn nog verhoogd. Het vliegtuig geeft aan waar El Al-vlucht 1862 neerkwam. Update 2012. (de A9 is hier nog bovengronds, en er is intussen nog meer gesloopt)

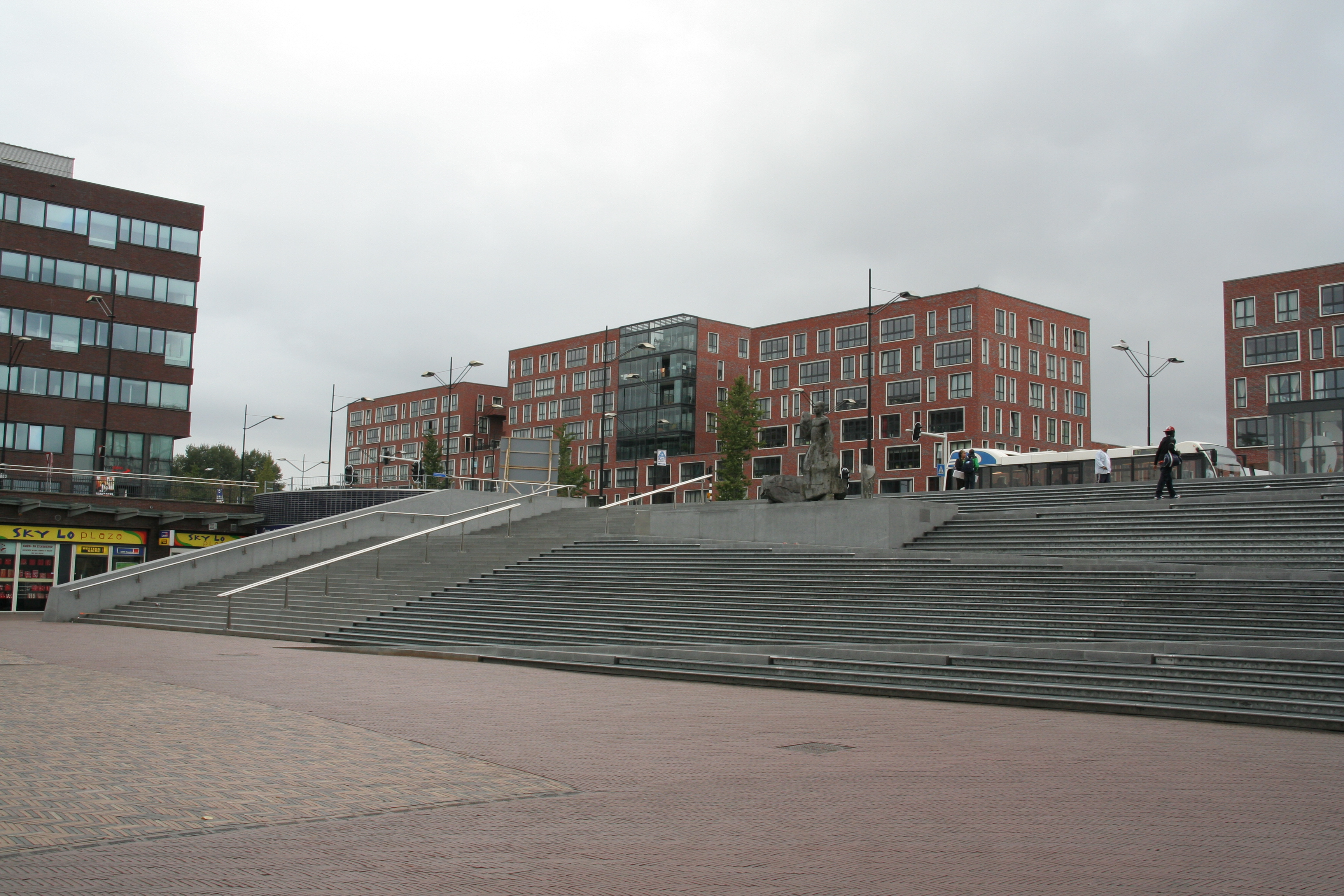
Zicht vanaf het Anton de Komplein op een vernieuwd gedeelte van de Bijlmerdreef.

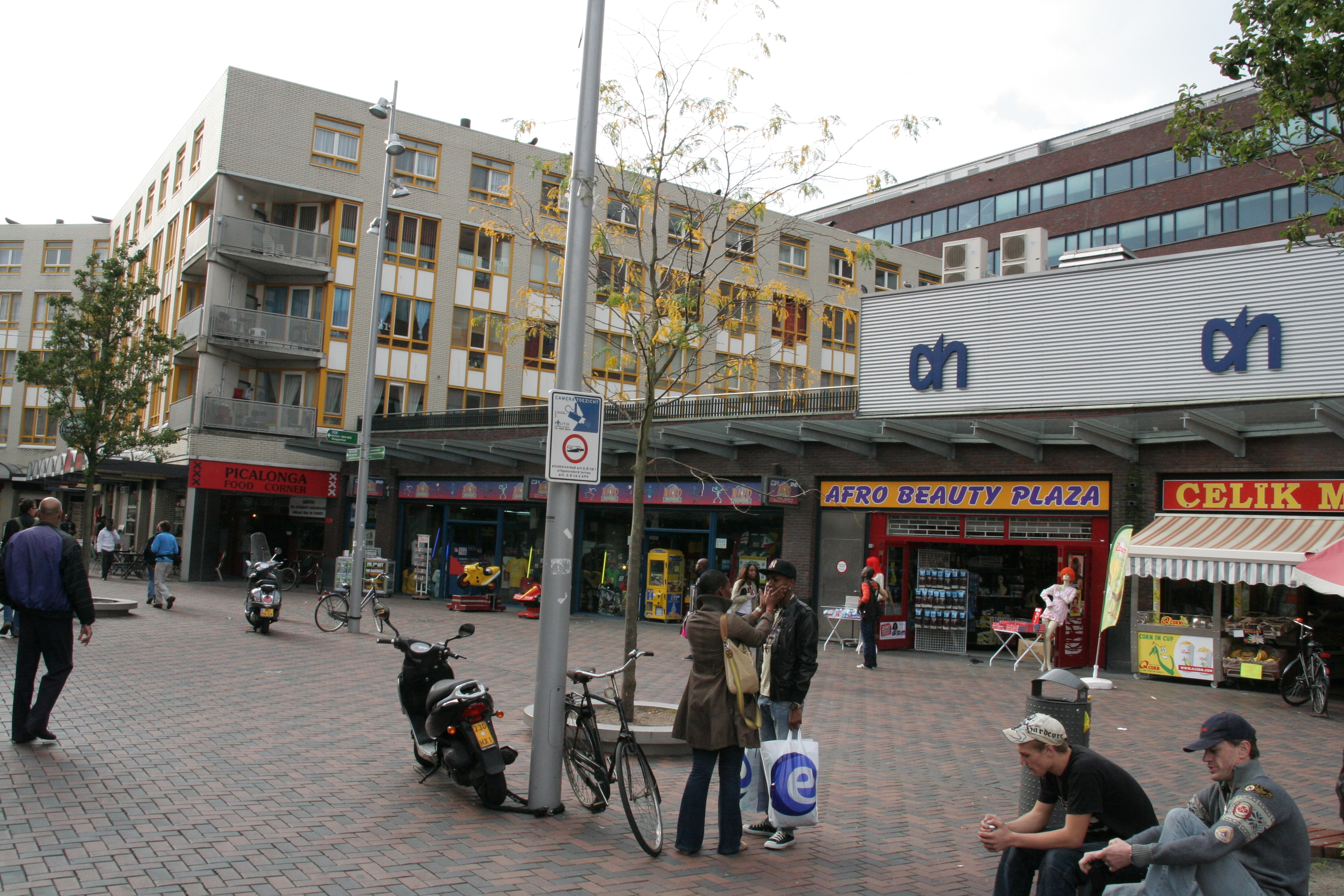
Winkelcentrum Amsterdamse Poort.

De vernieuwing heeft als doel een minder eenzijdige bevolkingssamenstelling en een prettigere woonomgeving te creëren. Ook het uit de jaren tachtig daterende winkelcentrum Amsterdamse Poort is in 2000 geheel gerenoveerd. Het stadsdeel heeft in 2006 een nieuw kantoor betrokken aan het Anton de Komplein. In 2009 zijn ten slotte het nieuwe Bijlmersportcentrum en het Bijlmer Parktheater opgeleverd.
De laatste jaren zijn er ook steeds meer koopflats en woningen bij gekomen. In de periode van 2005 t/m 2008 is de flat 'Grubbehoeve' gerenoveerd en rondom de omgeving van de Grubbehoeve zijn vele woningen gebouwd, waaronder eengezinswoningen en appartementen. Grubbehoeve heeft ook een koopproject genaamd (Vereniging) KJEB, Koop Je Eigen Bijlmer, een samenwerkingsovereenkomst herpositionering 90 woningen Grubbehoeve, waar kopers bij het begin van de renovatie goedkoop een flat konden kopen. Bij Kleiburg is een vergelijkbaar project gestart voor de herpositionering van 500 woningen. Naast Grubbehoeve verrezen in 2003 het Cultureel Educatief Centrum Ganzenhoef en in 2007 De Kandelaar, een opvallend woongebouw met een aantal kerkzalen.
Het is de bedoeling dat de zes te behouden flats in de G- en K-buurt rondom de metrobaan (behalve Grubbehoeve ook Gooioord, Groeneveen, Kruitberg, Kikkenstein en Kleiburg]) met de omliggende openbare ruimte als Bijlmer Museum zo veel mogelijk in de oorspronkelijke staat zullen blijven, omdat de ideeën van de ontwerpers van de Bijlmermeer hier het beste zijn uitgewerkt. Dit gebied werd in mei 2019 aangewezen tot gemeentelijk Beschermd Stadsgezicht.
De groene hoven zijn inmiddels heringericht in Engelse landschapsstijl en de flat Kleiburg is in 2017 gerenoveerd, waarbij onder de metroviaducten in 2001 een atletiekbaan, tennisbanen en een grote speeltuin werden gerealiseerd. In 2013 is Gravestein gerenoveerd aan de buitenkant.
Het stadion van AFC Ajax, de Johan Cruijff ArenA, is een belangrijke publiekstrekker in Amsterdam-Zuidoost. Behalve voetbalwedstrijden worden hier ook regelmatig manifestaties en popconcerten gehouden. Langs de Johan Cruijff Boulevard bevinden zich ook onder andere de uitgaanscentra AFAS Live, Ziggo Dome, Pathé ArenA, een gebouw met grootschalige winkels zoals de MediaMarkt en de meubelboulevard Villa ArenA. Pepsi Stage werd in 2007 afgebroken om plaats te maken voor een groot nieuw uitgaans- en winkelcentrum, het GETZ Entertainment Centre. In 2010 is het plan op de lange baan geschoven wegens de kredietcrisis. Naast het stadion, op de kop van de Johan Cruijff Boulevard, is de 'Arenatoren' gepland, die met een hoogte van 150 meter de hoogste woontoren van Amsterdam zal worden.
Station Amsterdam Bijlmer ArenA is op dezelfde plaats herbouwd en heropend in oktober 2007. Het station is sindsdien een belangrijk knooppunt voor trein, bus en metro.

## Openbaar vervoer

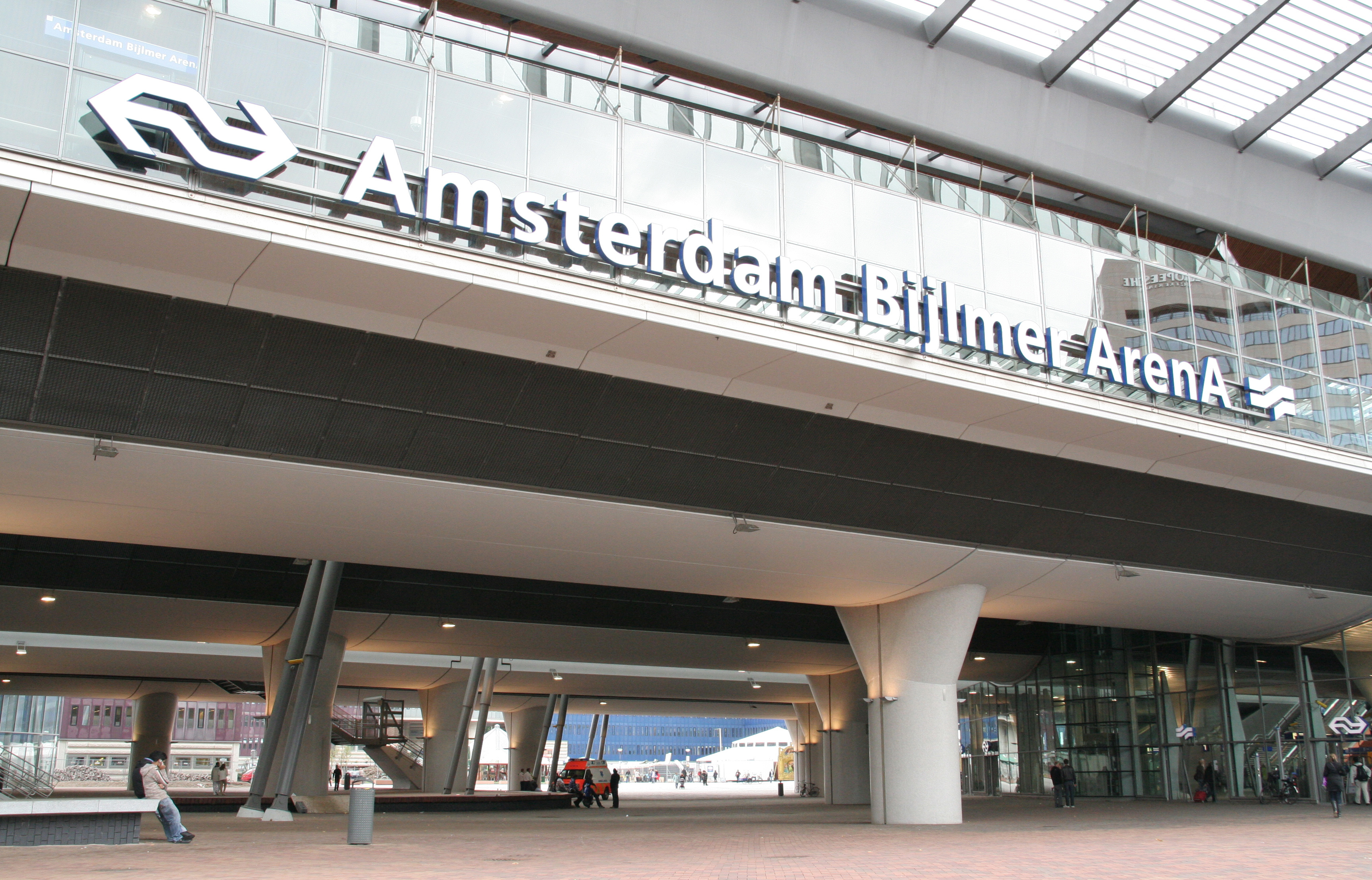
Station Amsterdam Bijlmer ArenA. De doorgang verbindt de Bijlmer met de Johan Cruijff Boulevard (voorheen ArenA Boulevard).

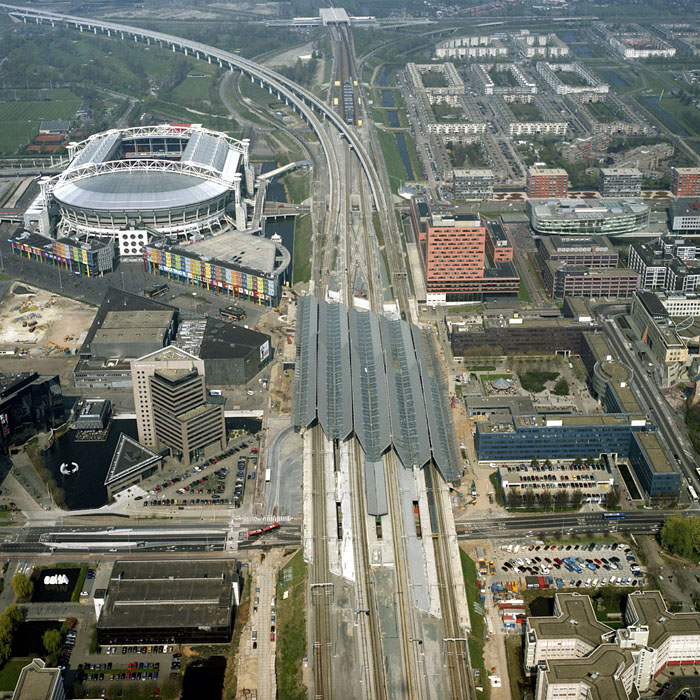
Luchtfoto van Station Amsterdam Bijlmer ArenA met linksachter de Johan Cruijff ArenA; gezien in noordwestelijke richting.

In de omgeving van de Bijlmermeer zijn er vier stations van de Nederlandse Spoorwegen:
- Station Amsterdam Bijlmer ArenA
- Station Amsterdam Holendrecht
- Station Diemen Zuid
- Station Duivendrecht

Al deze stations bieden een overstap op de metrolijnen die door de Bijlmer lopen. Dit is lijn M53 voor Venserpolder-Centrum en Bijlmer-Oost. Voor Venserpolder-Zuid en Bijlmer-Centrum de lijnen M50 en M54. De metrostations gelegen in de Bijlmermeer zijn:
- A-buurt: Station Venserpolder
- B-buurt: Station Strandvliet
- D-buurt: Station Bijlmer ArenA/Strandvliet
- E-buurt: Station Ganzenhoef/Verrijn Stuartweg
- F-buurt: Station Bijlmer ArenA
- G-buurt: Station Ganzenhoef
- H-buurt: Station Bullewijk
- K-buurt: Station Kraaiennest

Door de Bijlmer loopt een dichtvertakt busnet van het GVB met buslijnen 41, 44, 47, 49, 66 en R-net 360. Ook lopen enkele interlokale snelbuslijnen door de Bijlmer. Vanaf station Bijlmer ArenA vertrekken een groot aantal streekbussen.
Een aantal (gesloopte) flats heeft nog steeds een gelijknamige bushalte.

## Canon van Amsterdam
- De Bijlmer is venster nummer 46 van de Canon van Amsterdam.